# Kamikaze (jeu vidéo)
Pour les articles homonymes, voir Kamikaze (homonymie).
Kamikaze est un jeu vidéo de type shoot 'em up développé par John Van Ryzin et publié par Hayden Software en 1982 sur Apple II. Le jeu se déroule dans l'océan Pacifique pendant la Seconde Guerre mondiale. Le joueur contrôle un navire de guerre, positionné en bas de l'écran, qu'il déplace vers la droite ou la gauche à l'aide du joystick ou du paddle. Son objectif est de détruire les bombardiers japonais qui le survolent à différentes altitudes et qui larguent des bombes lorsqu'ils passent au dessus de lui. Les avions ennemis apparaissent par groupe de deux, chacun venant d'un côté de l'écran. En plus de larguer des bombes, ces avions lancent parfois des attaques kamikazes contre le navire du joueur. De plus, des mines apparaissent  régulièrement et doivent être évitées. Le joueur dispose au départ de cinq navires. Pour chaque bombardier abattu, il gagne 25 ou 50 points en fonction de l'altitude à laquelle l'avion détruit vole. À chaque fois qu'il accumule 1000 points, il récupère un navire supplémentaire. Pour promouvoir le jeu, son éditeur sponsorise à sa sortie un concours permettant  à cinq personnes de remporter un voyage à San Francisco et une chance de gagner 5 000 $ en réalisant le meilleur score possible sur le jeu.